# سيليا كوسونين
سيليا كوسونين (من مواليد 16 ديسمبر 2002) هي لاعبة رمي مطرقة فنلندية. شاركت في الألعاب الأولمبية الصيفية 2020. وفازت ببطولة العالم للشباب تحت 20 عامًا في رمي المطرقة التي أقيمت في نيروبي بكينيا.
تنافست في دورة الألعاب الأولمبية الصيفية 2024. في حدث رمي مطرقة للسيدات على ستاد دو فرانس وحلت في المركز التاسع في الترتيب النهائي في مرحلة التصفيات، لتتأهل إلى المرحلة النهائية وانتهت المسابقة في المركز الخامس.